# Kim Rhodeová
Kimberly Susan Rhodeová (* 16. července 1979 Whittier) je americká sportovní střelkyně, specialistka na disciplíny double trap a skeet. Je nejúspěšnější střelkyní na olympijských hrách, kde získala šest medailí, z toho tři zlaté.
Závodní střelbě se věnuje od roku 1990. Na LOH 1996 v Atlantě vyhrála soutěž v double trapu a stala se nejmladší olympijskou vítězkou ve střelbě v historii. V roce 2000 získala ve stejné disciplíně bronzovou medaili a v roce 2004 opět zvítězila. Po vyřazení double trapu žen z olympijského programu soutěžila ve skeetu; na ZOH 2008 skončila druhá, v roce 2012 se stala olympijskou vítězkou a v roce 2016 obsadila třetí místo.
Je jedinou ženou, která získala medaili na šesti olympiádách po sobě. Olympijskou medaili dokázala vybojovat na všech kontinentech.
Na mistrovství světa ve sportovní střelbě zvítězila v roce 2010 ve skeetu a v roce 2018 ve skeetu družstev. Je také pětinásobnou vítězkou panamerických her. Je spoludržitelkou světového rekordu v ženském skeetu výkonem 99 terčů ze sta.
Vystudovala veterinární lékařství na univerzitě v Pomoně. Je členkou Národní střelecké asociace. Účastní se loveckých safari a uvádí pořad Step Outside na televizní stanici Outdoor Channel. Podporuje republikány.